# Владимир (Орачёв)
Митрополит Влади́мир (в миру Станислав Николаевич Орачёв, укр. Станіслав Миколайович Орачов; 8 сентября 1973, Луганск, УССР) — архиерей Украинской Православной Церкви (Московского Патриархата), митрополит Каменской и Царичанский. Тезоименитство — 25 января (7 февраля).

## Биография
С 1980 по 1988 года — обучался в средней школе № 26 города Луганска.
В 1988—1992 годах учился в Луганском Художественном училище по классу живописи.
С 1989 года — иподиакон епископа Луганского Иоанникия (Кобзева).
24 апреля 1992 года рукоположён в сан диакона.
15 сентября 1992 года принял монашеский постриг с именем Владимир, в честь священномученика Владимира, митрополита Киевского и Галицкого.
С 1992 по 1996 года учился в Киевской духовной семинарии.
7 января 1994 года был рукоположён в сан иеромонаха и принят в Луганское епархиальное управление на должность секретаря епископа.
21 мая 1994 года возведён в сан игумена. 17 ноября 1996 года возведён в сан архимандрита.
С 1996 по 2003 год учился в Киевской духовной академии.
26 декабря 2006 года защитил кандидатскую диссертацию на тему «История иконопочитания в Православной Церкви».

### Архиерейство
Будучи клириком Петропавловского кафедрального собора и настоятелем строящегося храма Всех Святых в Луганске, решением Священного Синода Украинской Православной Церкви от 17 ноября 2008 года архимандрит Владимир был избран новым правящим архиереем Кременчугской епархии.. Его епископская хиротония была совершена 22 ноября 2008 года за Божественной литургией в трапезном храме Успенской Киево-Печерской Лавры. Богослужение возглавил митрополит Киевский и всея Украины Владимир, которому сослужили митрополиты Одесский Агафангел, Луганский Иоанникий, Донецкий Иларион; архиепископы Ровенский Варфоломей, Вышгородский Павел, Белоцерковский Митрофан, Бориспольский Антоний; епископы Друцкий Петр, Северодонецкий Агапит, Горловский Митрофан, Макаровский Иларий, Сумской Евлогий, Переяслав-Хмельницкий Александр, Александрийский Антоний, Васильковский Пантелеимон, Джанкойский Нектарий. Стал последним архиереем, хиротонисанным в Патриаршество Алексия II.
24 ноября 2009 года назначен епископом Ровеньковским, викарием Луганской епархии.
23 декабря 2010 года назначен епископом Днепродзержинским и Царичанским.
17 августа 2015 года возведён в сан архиепископа. 20 июля 2016 года в связи с переименованием города Днепродзержинска титул изменён на «Каменской и Царичанский».

## Награды
- Знак предстоятеля УПЦ (2013)[5]